# Боя
Боя (рум. Boia) — село у повіті Горж в Румунії. Входить до складу комуни Жупинешть.
Село розташоване на відстані 212 км на захід від Бухареста, 21 км на південний схід від Тиргу-Жіу, 71 км на північ від Крайови.

## Населення
За даними перепису населення 2002 року у селі проживали 9 осіб, усі — румуни. Усі жителі села рідною мовою назвали румунську.